# Bydlo

Bydlo est un film d'animation québécois réalisé par Patrick Bouchard qui a remporté le Jutra du Meilleur court ou moyen métrage d'animation et le Prix du meilleur film d'animation lors du 35e Festival international du court métrage de Clermont-Ferrand en Auvergne en 2013. Produit par l'Office national du film du Canada (ONF), cette œuvre dépeint une vision apocalyptique qui matérialise la musique du quatrième des Tableaux d'une exposition de Modeste Moussorgski.
Bydlo signifie « bétail » et  »petits travailleurs » en polonais.
Le film est présenté à l'ouverture du 16e festival FanTasia.

## Synopsis
À l'aube d'une journée pluvieuse, une bête monstrueuse émerge de la boue en révélant les contours d'une charrette ancienne. Le bœuf immense qui prend forme est enchaîné à cette charrette et traîne avec peine sa charge et une colonie de petits hommes qui le cannibalisent jusqu'à l'épuisement. Le bœuf s'écroule et retourne à la terre emportant tragiquement avec lui ce peuple avide et belliqueux. Cette vision apocalyptique s'achève sur les corps enlacés d'un couple qui se décompose sous la chaleur brûlante du soleil.

## Fiche technique
- Titre : Bydlo
- Réalisation : Patrick Bouchard
- Scénario : Cynthia Tremblay
- Montage : Stéphane Lafleur
- Musique : Modeste Moussorgski
- Production : Julie Roy, Office national du film du Canada
- Son : Olivier Calvert, Serge Boivin
- Pays d'origine : Québec, Canada
- Format : Couleurs
- Genre : Court-métrage d'animation; allégorie
- Durée : 9 minutes
- Date de sortie : 2012

## Méthode de travail et technique
Le film est un tour de force technique dont la réalisation nécessite 500 kilogrammes de plastiline, une variété de pâte à modeler qui a l'aspect de la terre et qui a servi à mouler les personnages.

## Distinction
- 2012 : Jabberwocky d'or au festival Etiuda & Anima de Cracovie
- 2012 : Prix spécial Coup de cœur animation, remis à l'occasion du Fantastique week-end du court métrage québécois, l'événement thématique du festival FanTasia en août 2012
- 2013 : Prix du meilleur film d'animation au Festival international du court métrage de Clermont-Ferrand
- 2013 : Meilleur court ou moyen métrage d'animation à  la 15e soirée des prix Jutra